# Ежиха (Кесовогорский район)
Ежиха — деревня в Кесовогорском районе Тверской области России. Входит в Стрелихинское сельское поселение.

## История
До реформы 1861 года в деревне насчитывалось 10 дворов и проживало 86 душ. За 1867 год известна жалоба в суд старосты деревни Ежиха на крестьянина Егора Васильева за то, что последний пропил все деньги, которые заработал у помещика из села Гущино. Крестьянина по итогам разбирательства приговорили к 20 ударам розгами. В 2008 году в деревне проживал 1 человек.

## Население
Население отсутствует (0 человек согласно данным переписи 2010 года), однако деревню продолжают относить к одному из избирательных участков.